# A Son of France
A Son of France è un cortometraggio muto del 1914 diretto da George Pearson.

## Trama
Un ragazzo riesce a chiedere aiuto agli Highlander per salvare il padre, catturato dai tedeschi.

## Produzione
Il film fu prodotto dalla G.B. Samuelson Productions.

## Distribuzione
Distribuito dalla Royal Film Distributors, il film - un cortometraggio in due bobine - uscì nelle sale cinematografiche britanniche nel novembre 1914.